# Китрос
Китрос (грч. Κίτρος) је насељено место у општини Пидна-Колиндрос у периферији Средишња Македонија, Грчка. Према попису из 2021. године био је 1.061 становник.
Насеље је 1920. године имало 569 житеља Грка. После 1923. године насељене су грчке избегличке породице (претежно из Бугарске) укупно 1.003 особа. На попису из 1928. године село је имало 1.629 житеља. Наредних година суседно избегличко насеље Бани је спојено са Китросом, те је 1940. године било 2.140 становника.